# 波爾克縣 (俄勒岡州)
波爾克縣（英語：Polk County）是美国俄勒冈州西北部的一個縣，面積1,927平方公里。根據2020年美國人口普查，共有87,433人。縣治達拉斯。該縣成立於1845年12月22日，縣名來自第十一任美国总统詹姆斯·諾克斯·波爾克。